# 東土田村
東土田村（ひがしつちだむら）は、石川県羽咋郡にあった村。現在の志賀町中部、能越自動車道徳田大津インターチェンジの南西一帯にあたる。

## 地理
- 河川 ： 米町川

## 歴史
- 1889年（明治22年）4月1日 - 町村制の施行により、羽咋郡火打谷村、徳田村及び館開村を廃し、その区域をもって羽咋郡東土田村を設置する。
- 1940年（昭和15年）11月3日 - 羽咋郡東土田村及び西土田村を廃し、その区域をもって羽咋郡土田村を設置する。

## 交通

### 道路
現在は旧村域に能越自動車道の徳田大津インターチェンジが所在するが、当時は未開通。